# 特爾·阿斯瑪爾寶藏

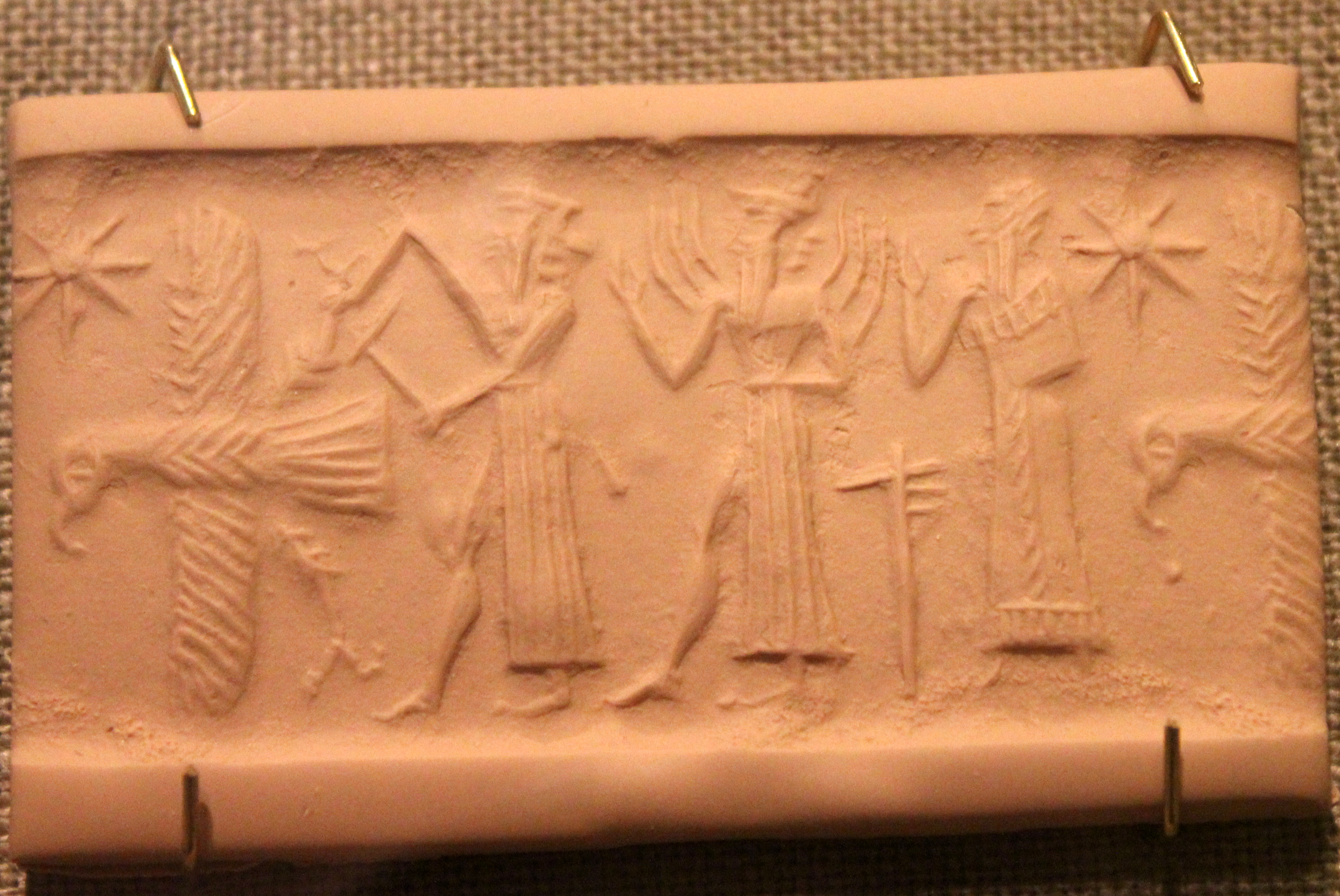
灰色石灰岩，特爾·阿斯瑪爾，北宮，阿卡德（公元前2350-2150年）

特爾·阿斯瑪爾寶藏（Tell Asmar Hoard，早王朝 I-II ， 约2900–2550 BC）是1933年在伊拉克迪亞拉省埃什南纳（現代的特爾·阿斯瑪爾）出土的一組十二尊雕像。後續雖然在這個遺址和美索不達米亞的其他地方也都發現了這類雕像，但特爾·阿斯瑪爾寶藏仍是早王朝神廟雕塑（公元前2900 年 - 公元前2350年）抽象風格的典範。

## 發現

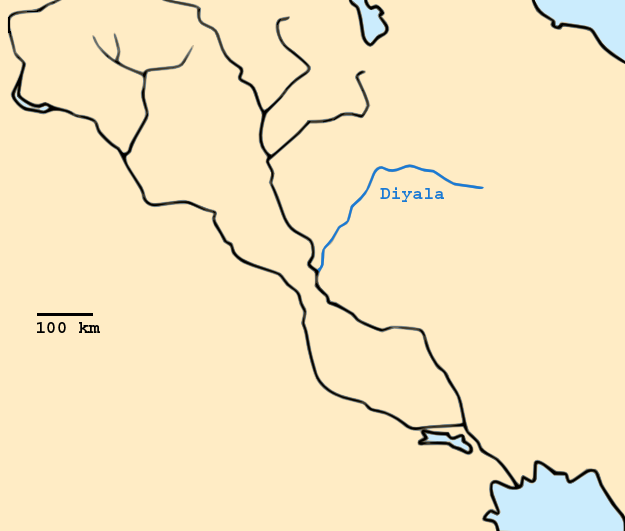
美索不達米亞地圖，迪亞拉河從底格里斯河（右上）和幼發拉底河（左）分出。

1920年代末，巴格達的古董商收購了大量不尋常的優質文物，這些文物來自迪亞拉河以東的沙漠（位於迪亞拉河與底格里斯河交匯處的北部）。1929年，芝加哥大學東方研究所取得了對該地區進行挖掘的特許權。該研究所的創始人詹姆斯·亨利·布雷斯特德（1865-1935 年）邀請荷蘭考古學家亨利·法蘭克福（1897-1954年）領導這支考古隊。1930年至1937年期間，法蘭克福及其團隊對四座土丘「哈發耶」 （Khafajah）、「特爾·阿斯瑪爾」（古埃什南纳）、「特爾·阿格拉布」（Tell Agrab）和「伊夏里」（Ishchali）進行了大規模的水平挖掘和垂直挖掘。他們挖掘出了神廟、宮殿、行政建築和房屋，年代從公元前3100年到公元前1750年不等。從這些古代民用建築的分層遺址中挖掘出數百件文物，大大加深了人們對早王朝歷史分期的瞭解。
被稱作特爾·阿斯瑪爾寶藏的十二尊雕像是挖掘出的文物中最廣為人知且保存狀況最為良好的物品之一。這批寶藏是在1933-1934年的挖掘季期間在特爾·阿斯瑪爾的一座阿布神神廟的地板下發現。這些雕像被整齊堆放在聖殿祭壇旁的一個長方形凹洞中，這樣的精心布置表明它們是被有意埋藏，然而尚不清楚埋藏的原因以及負責執行埋藏的人。對這個主題進行了廣泛研究的法蘭克福認為，有一位祭司會定期將老舊或嚴重損壞的雕像埋藏，以便為神廟中的替代品腾出空間。 :16

## 雕像
特爾·阿斯瑪爾寶藏的雕像高度範圍從21公分到72公分。在發現的十二尊雕像中，有十尊是男性，兩尊是女性。八尊由生石膏製成，兩尊由石灰岩製成，還有一尊（最小的）由雪花石膏製成。:57–59除了一尊跪著的雕像外，所有雕像均呈現站立姿勢。雕像以薄薄的圓形底座來支撐，大號的楔形腳使較大的雕像得以更加穩定。男性穿著帶有圖案下擺的及膝裙，裙子遮住了腹部和大腿的位置。他們寬闊的肩膀和又粗又圓的手臂圍繞著赤裸的胸膛，部分胸膛被樣式化的黑色鬍鬚遮住。所有男性雕像除了其中一尊是禿頭且沒有鬍鬚之外，都有分半的對稱長髮，圍繞著光滑的面頰和額頭。這些雕像最引人注目的風格特徵是它們那雙大眼睛，由白色貝殼和黑色石灰岩鑲嵌而成；其中一尊雕像的瞳孔由青金石製成。  :57–59這些材料用瀝青固定在頭部，瀝青也用作顏料，將鬍鬚和頭髮塗成獨特的黑色。髮型和服飾雖然抽象，但都準確地反映了早王朝時期的蘇美風格。 :49–52
這批寶藏是在一座供奉古代近東生育之神阿布的神廟中發現。來自哈發耶（Khafajah）的早王朝遺址證據表明，這些雕像可能在被埋藏之前曾沿著聖殿祭壇的牆排列，可能放在地板上，也可能是放在低矮的泥磚壁架上。 :10其中一些雕像在背面和底部上刻有姓名和個性化的祈願訊息，而其他雕像只是簡單寫著「獻禮者」。這些銘文表明這些雕像是代表希望向神靈祈禱的男女信徒。在公元前3千年，祈願雕像的價格可能取決於其大小及材料。
法蘭克福主張，這批寶藏中最大的雕像不是人類信徒的假人像（effigy），而是主神阿布的再現。他指出這尊雕像與其他雕像的不同之處，包括：尺寸、大得不自然的眼睛（尤其是瞳孔）以及在底座上雕刻了象徵性圖案，刻了一隻展開翅膀的老鷹，側邊還有兩隻躺倒的山羊。

## 圖庫
「蘇美信徒雕像」是巴格達伊拉克博物館「特爾·阿斯瑪爾寶藏」的一部分；伊拉克博物館蘇美陳列館（Sumerian Gallery）展出了12尊雕像中的7尊。

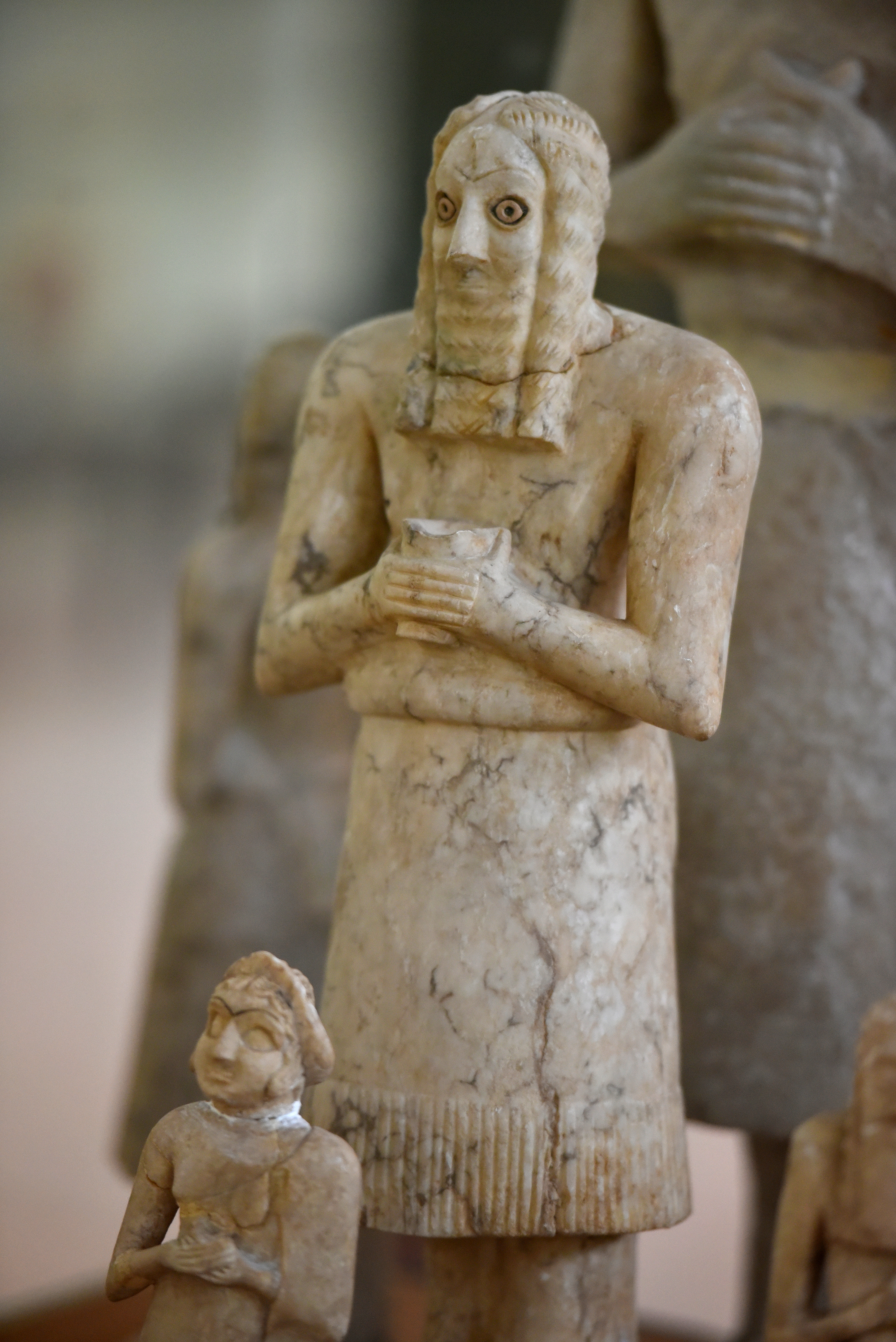
男性信徒，伊拉克博物館
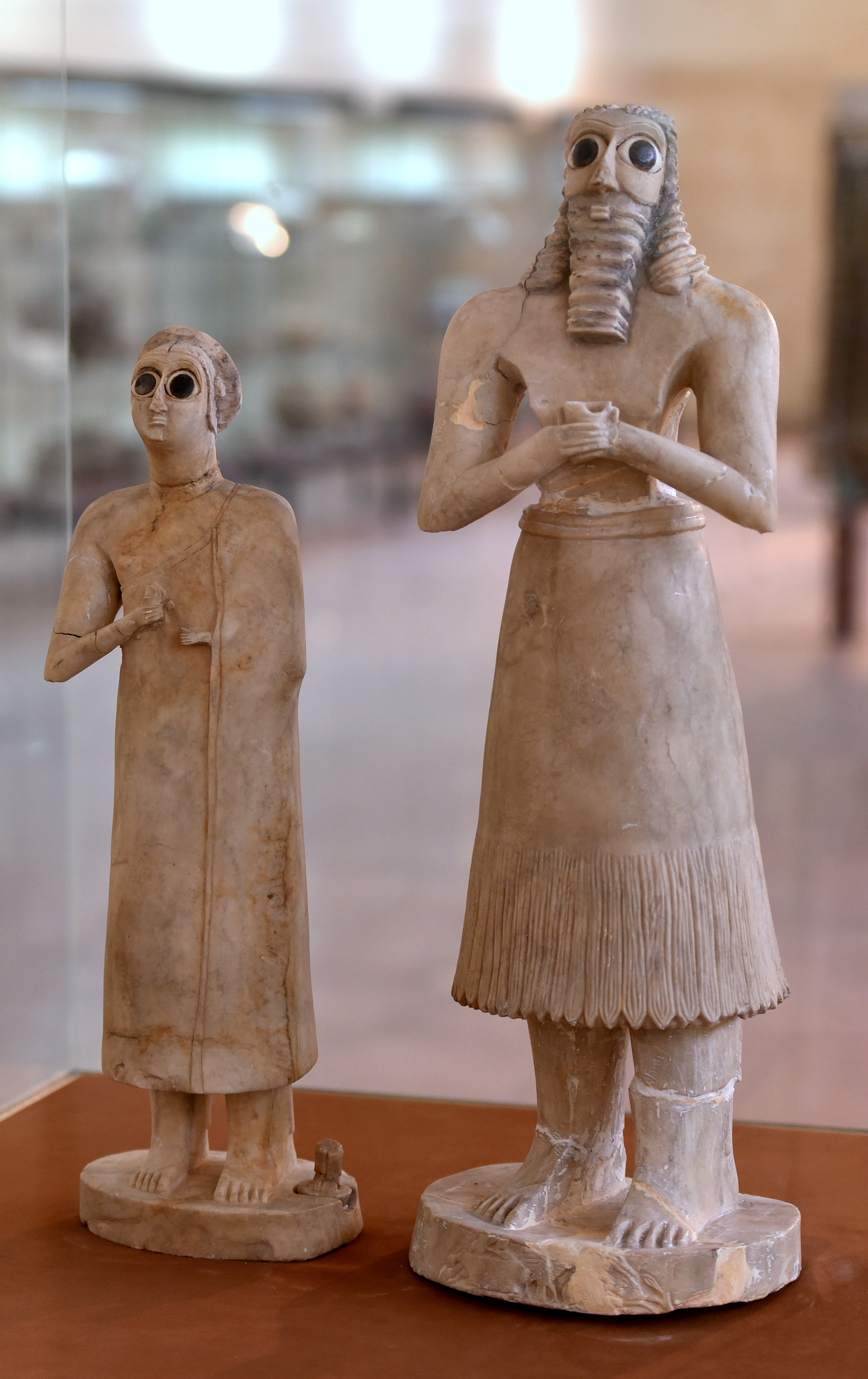
男性和女性信徒，伊拉克博物館
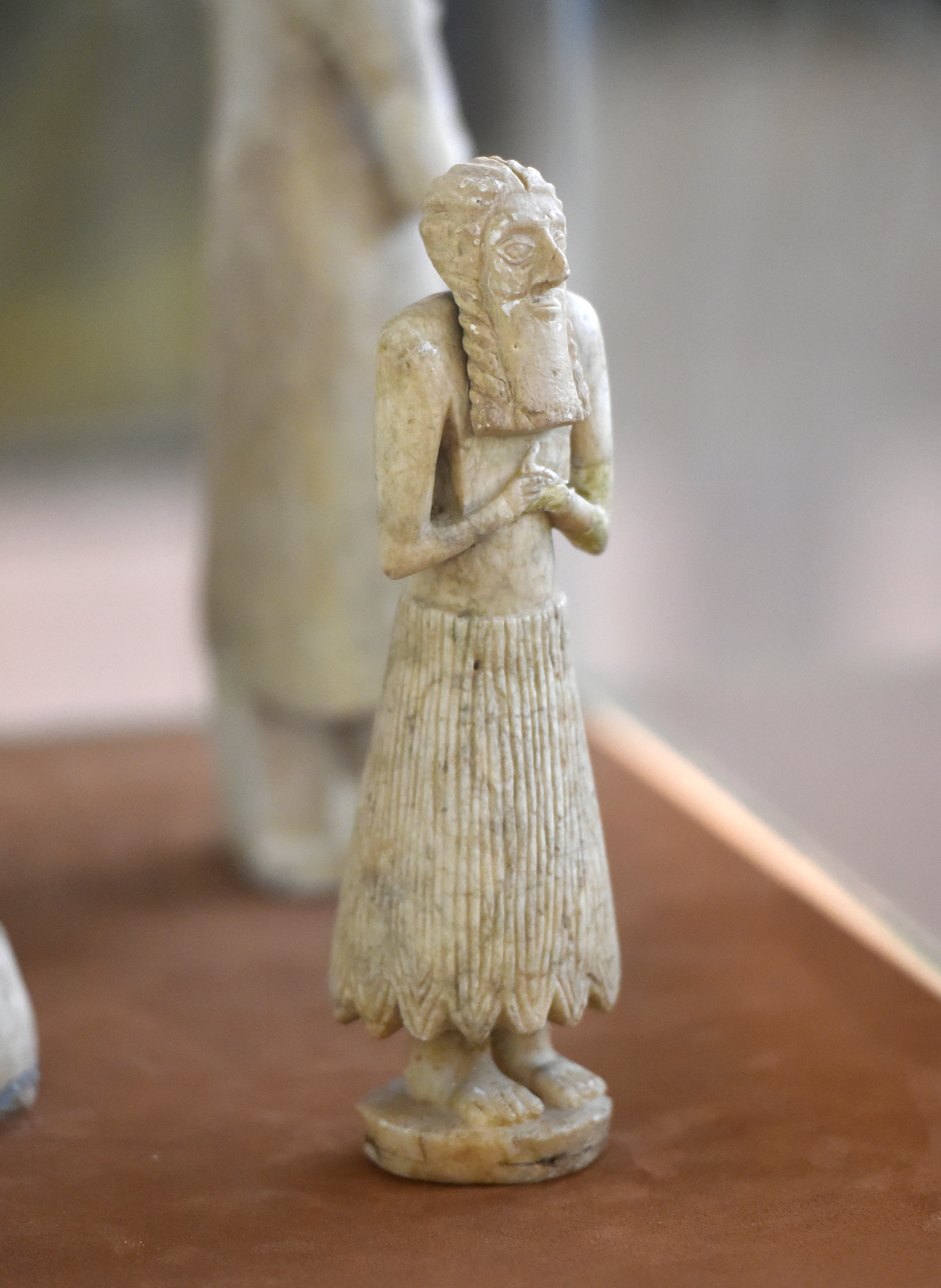
男性信徒，伊拉克博物館
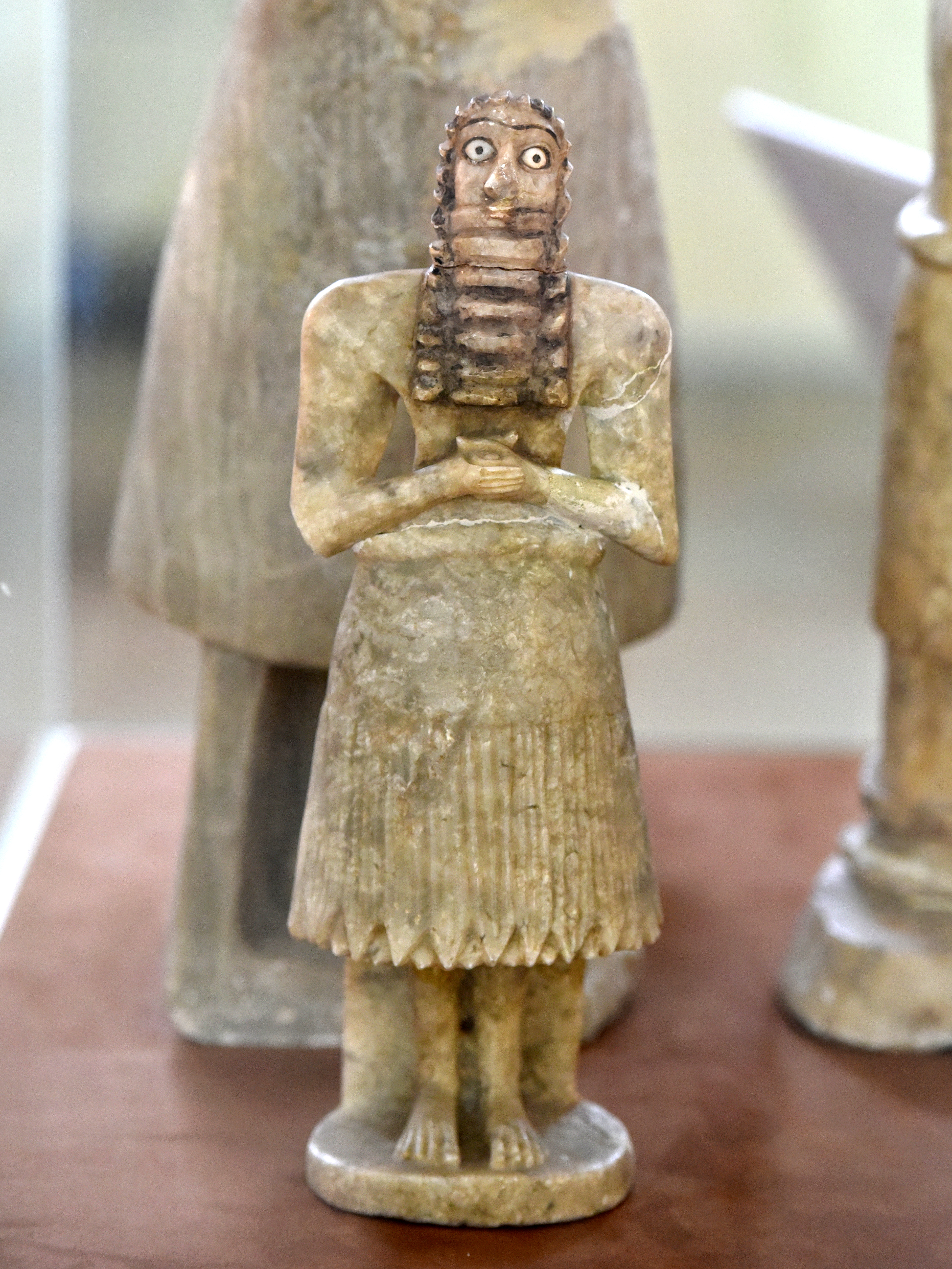
男性信徒，伊拉克博物館
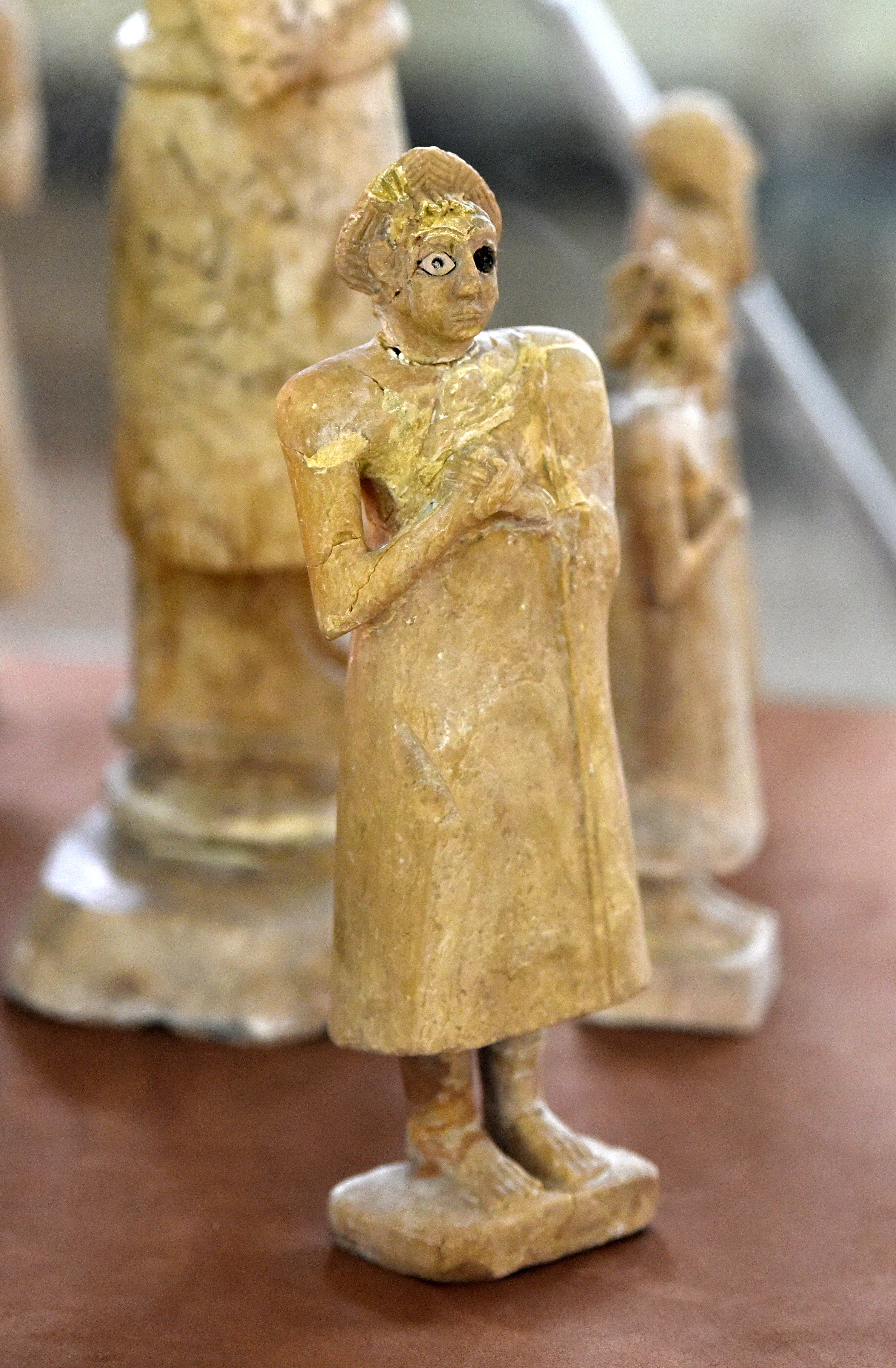
女性信徒，伊拉克博物館
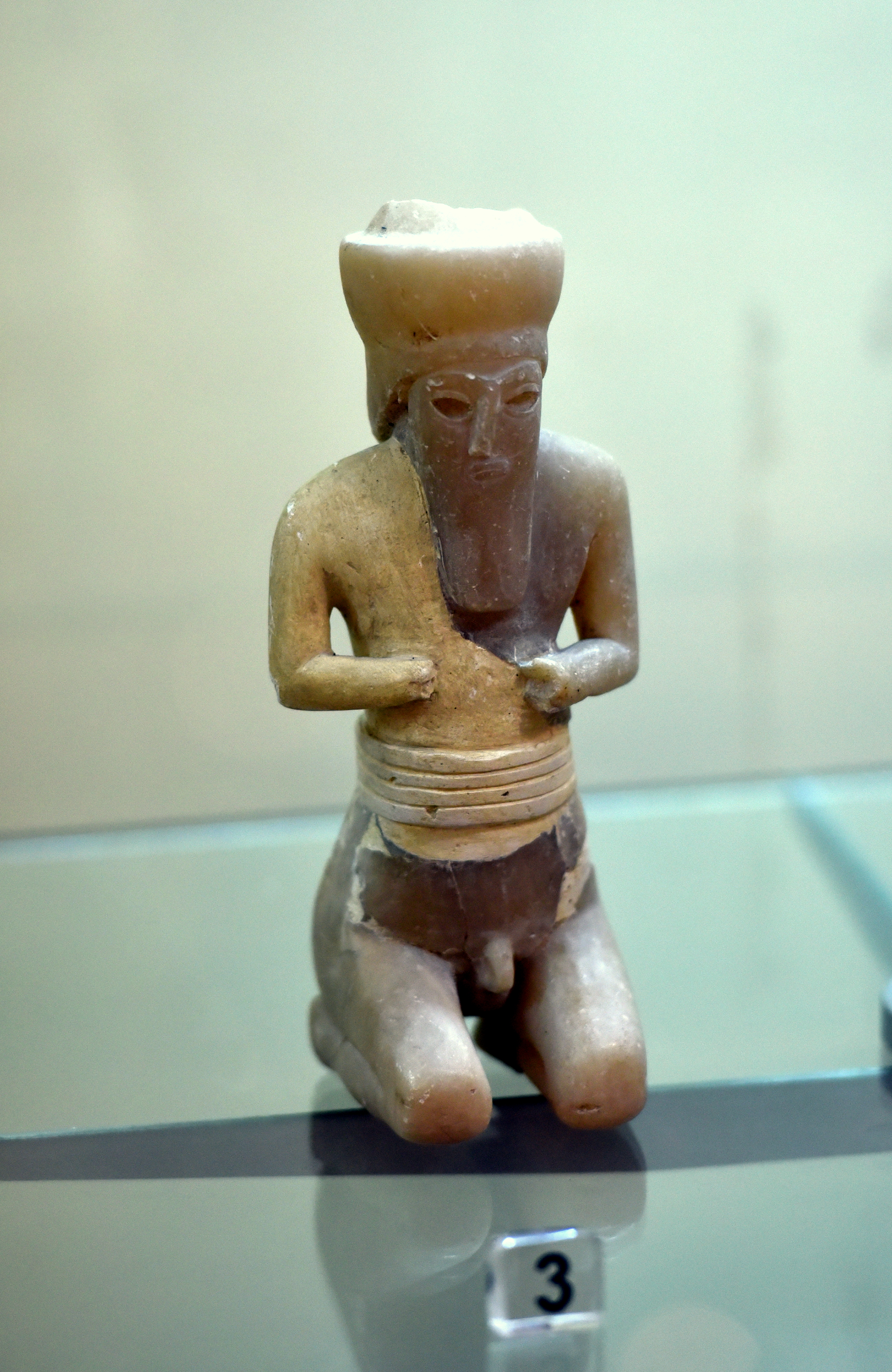
坐著的信徒，裸體男性，伊拉克博物館